# Waalse Pijl 2018
De eendaagse wielerwedstrijd Waalse Pijl werd in 2018 verreden op woensdag 18 april. De wedstrijd voor de mannen, de 82e editie, maakte deel uit van de UCI World Tour van dit seizoen en die voor de vrouwen, de 21e editie, van de UCI Women's World Tour van dit seizoen.

## Mannen
De wedstrijd werd gewonnen door Julian Alaphilippe van de Quick-Stepploeg. Hij versloeg vijfvoudig winnaar en recordhouder Alejandro Valverde.

### Uitslag
| Plaats  | Naam                  | Ploeg             |          |
| ------- | --------------------- | ----------------- | -------- |
| Winnaar | Julian Alaphilippe    | Quick-Step Floors | 4u53'37" |
| 2       | Alejandro Valverde    | Movistar Team     | + 4"     |
| 3       | Jelle Vanendert       | Lotto Soudal      | + 6"     |
| 4       | Roman Kreuziger       | Mitchelton-Scott  | z.t.     |
| 5       | Michael Matthews      | Team Sunweb       | z.t.     |
| 6       | Bauke Mollema         | Trek-Segafredo    | z.t.     |
| 7       | Tim Wellens           | Lotto Soudal      | z.t.     |
| 8       | Maximilian Schachmann | Quick-Step Floors | z.t.     |
| 9       | Romain Bardet         | AG2R La Mondiale  | z.t.     |
| 10      | Patrick Konrad        | BORA-hansgrohe    | + 12"    |

## Vrouwen
De wedstrijd werd voor de vierde keer op rij gewonnen door Anna van der Breggen.

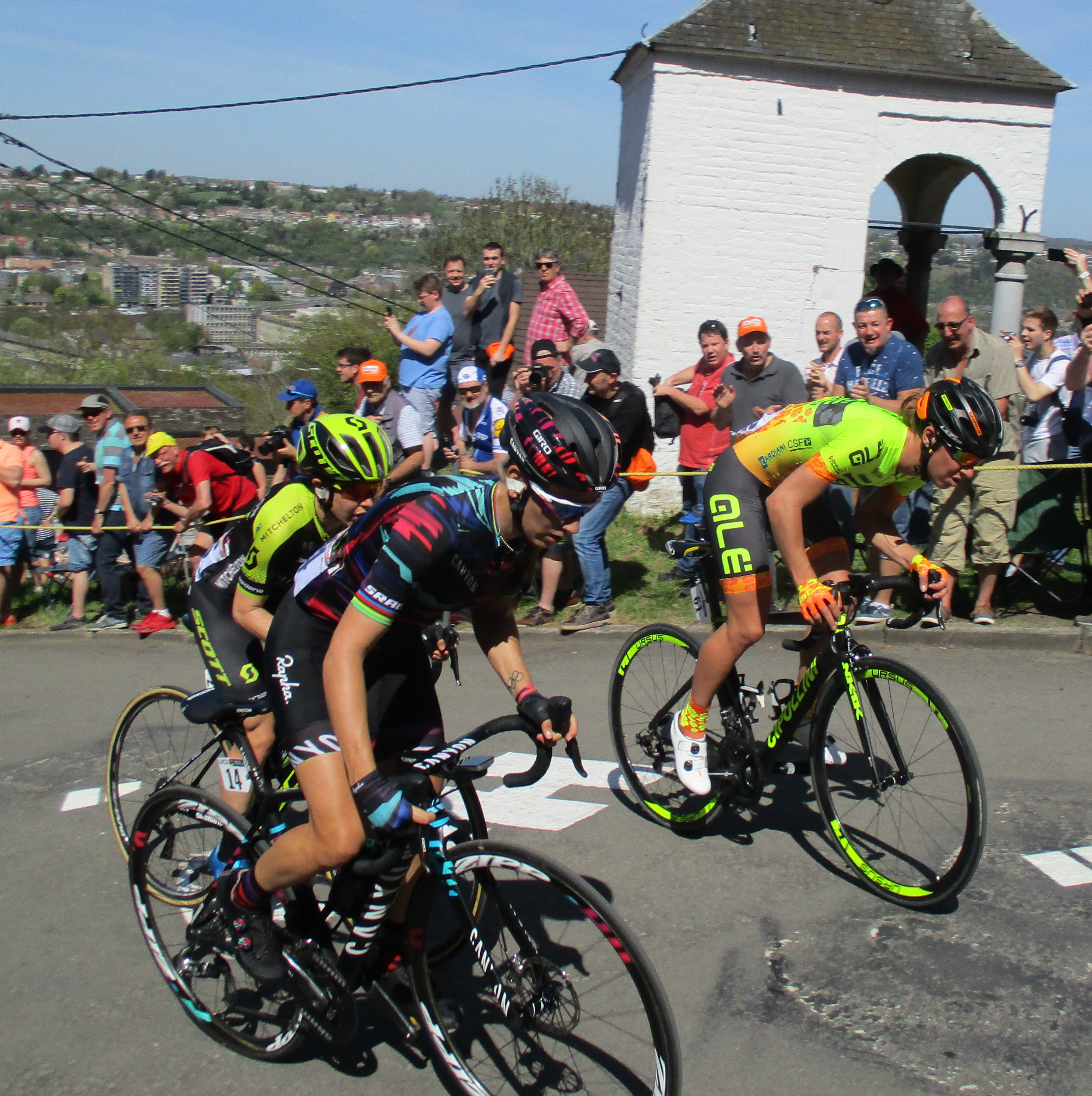
Kopgroep met Janneke Ensing (rechts) op de Muur van Hoei.

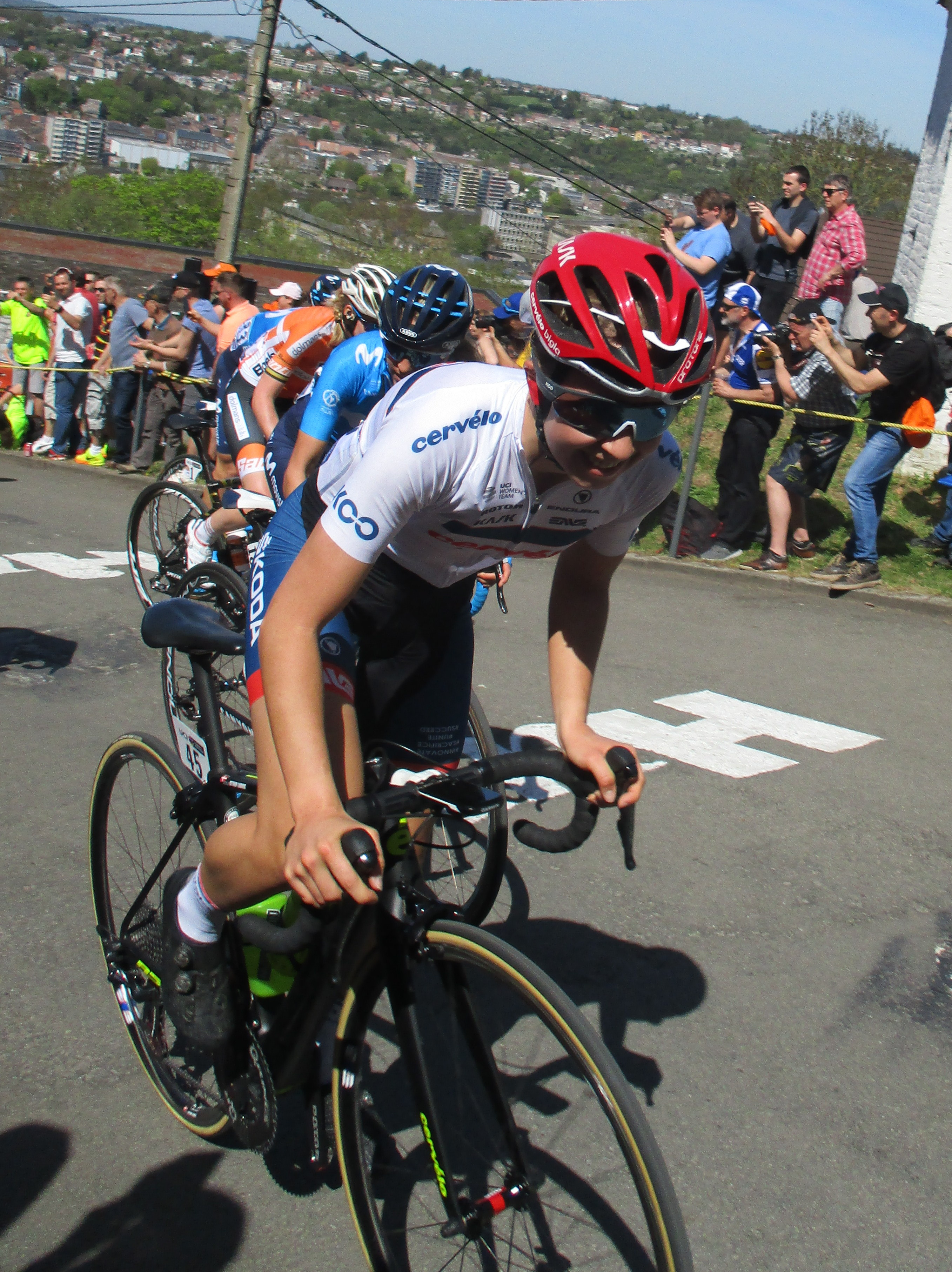
Cecilie Uttrup Ludwig leidt het peloton voor ploeggenote Moolman.

### Parcours
De 21e editie voor de vrouwen vertrok wederom boven op de Muur van Hoei. Het zwaartepunt lag net als bij de mannen in de laatste fase met twee rondes over de Côte d'Ereffe, Côte de Cherave en de Muur van Hoei.
Zeven beklimmingen:
- Côte de Warre
- Côte d'Ereffe (1e keer)
- Côte de Cherave (1e keer)
- Muur van Hoei (1e keer)
- Côte d'Ereffe (2e keer)
- Côte de Cherave (2e keer)
- Muur van Hoei (2e keer)

### Deelnemende ploegen
| UCI-teams           | UCI-teams                          | UCI-teams             |
| ------------------- | ---------------------------------- | --------------------- |
| Alé Cipollini       | Doltcini-Van Eyck Sport            | Team Sunweb           |
| Astana Women's Team | Experza-Footlogix                  | Team Tibco            |
| BePink              | FDJ Nouvelle-Aquitaine Futuroscope | Trek-Drops            |
| Boels Dolmans       | Health Mate-Cyclelive              | Valcar PBM            |
| BTC City Ljubljana  | Hitec Products                     | Team Virtu            |
| Canyon-SRAM         | Lotto Soudal Ladies                | Waowdeals Pro Cycling |
| Cervélo-Bigla       | Mitchelton-Scott                   | Wiggle High5          |
| Cylance Pro Cycling | Movistar Team                      |                       |

### Koersverloop
Na enkele mislukte pogingen van o.a. Vita Heine, Anna Trevisi en Christina Siggaard, ontstond na 30 km een kopgroep met Doris Schweitzer die later gezelschap kreeg van Omer Shapira, Tereza Medvedova en Dalia Muccioli. Zij werden gegrepen op de eerste beklimming van de Côte de Cherave, waarna een favorietengroep ontstond van veertien met o.a. Anna van der Breggen. Tijdens de eerste beklimming van de Muur demarreerden Pauline Ferrand-Prévot, Megan Guarnier, Amanda Spratt en Janneke Ensing. Zij werden pas ingelopen aan de voet van de slotklim. Pas in de laatste 100 meter kon Van der Breggen een gat slaan op Ashleigh Moolman-Pasio, Megan Guarnier en Annemiek van Vleuten, waarmee ze op haar 28e verjaardag de vierde overwinning op rij op haar naam schreef. Ze nam tevens de leiding over in de Women's World Tour van haar ploeggenote Chantal Blaak. Ze droeg haar overwinning op aan de mechanicien van de ploeg die vlak voor de start uit een coma ontwaakte na een hartaanval twee dagen eerder.

### Uitslag
| Plaats  | Naam                      | Ploeg                              |          |
| ------- | ------------------------- | ---------------------------------- | -------- |
| Winnaar | Anna van der Breggen      | Boels Dolmans                      | 3u10'14" |
| 2       | Ashleigh Moolman-Pasio    | Cervélo-Bigla                      | +2"      |
| 3       | Megan Guarnier            | Boels Dolmans                      | z.t.     |
| 4       | Annemiek van Vleuten      | Mitchelton-Scott                   | +6"      |
| 5       | Amanda Spratt             | Mitchelton-Scott                   | +17"     |
| 6       | Shara Gillow              | FDJ Nouvelle-Aquitaine Futuroscope | +19"     |
| 7       | Sabrina Stultiens         | Waowdeals Pro Cycling              | +22"     |
| 8       | Sofia Bertizzolo          | Astana Women's Team                | z.t.     |
| 9       | Anastasiia Iakovenko      | BTC City Ljubljana                 | +25"     |
| 10      | Margarita Victoria García | Movistar Team                      | +28"     |
| 11      | Elisa Longo Borghini      | Wiggle High5                       | z.t.     |
| 12      | Eugenia Bujak             | BTC City Ljubljana                 | z.t.     |
| 13      | Janneke Ensing            | Alé Cipollini                      | +35"     |
| 14      | Asja Paladin              | Valcar PBM                         | +37"     |
| 15      | Liane Lippert             | Team Sunweb                        | z.t.     |
| 16      | Ane Santesteban           | Alé Cipollini                      | z.t.     |
| 17      | Lara Vieceli              | Astana Women's Team                | z.t.     |
| 18      | Tatiana Guderzo           | Hitec Products                     | z.t.     |
| 19      | Brodie Chapman            | Team Tibco                         | +42"     |
| 20      | Erica Magnaldi            | BePink                             | z.t.     |
|         |                           |                                    |          |
| 25      | Kelly Van den Steen       | Lotto Soudal Ladies                | +52"     |

1936 · 1937 · 1938 · 1939 · 1940 · 1941 · 1942 · 1943 · 1944 · 1945 · 1946 · 1947 · 1948 · 1949 · 1950 · 1951 · 1952 · 1953 · 1954 · 1955 · 1956 · 1957 · 1958 · 1959 · 1960 · 1961 · 1962 · 1963 · 1964 · 1965 · 1966 · 1967 · 1968 · 1969 · 1970 · 1971 · 1972 · 1973 · 1974 · 1975 · 1976 · 1977 · 1978 · 1979 · 1980 · 1981 · 1982 · 1983 · 1984 · 1985 · 1986 · 1987 · 1988 · 1989 · 1990 · 1991 · 1992 · 1993 · 1994 · 1995 · 1996 · 1997 · 1998 · 1999 · 2000 · 2001 · 2002 · 2003 · 2004 · 2005 · 2006 · 2007 · 2008 · 2009 · 2010 · 2011 · 2012 · 2013 · 2014 · 2015 · 2016 · 2017 · 2018 · 2019 · 2020 · 2021 · 2022 · 2023 · 2024
Lijst van beklimmingen
 Tour Down Under ·
 Great Ocean Road Race ·
 Ronde van Abu Dhabi ·
 Omloop Het Nieuwsblad ·
 Strade Bianche ·
 Parijs-Nice · 
 Tirreno-Adriatico · 
 Milaan-San Remo ·
 Ronde van Catalonië ·
 Gent-Wevelgem ·
 Dwars door Vlaanderen ·
 E3 Harelbeke ·
 Ronde van Vlaanderen ·
 Ronde van het Baskenland ·
 Parijs-Roubaix ·
 Amstel Gold Race ·
 Waalse Pijl ·
 Luik-Bastenaken-Luik ·
 Ronde van Romandië ·
 Eschborn-Frankfurt ·
 Ronde van Italië ·
 Ronde van Californië ·
 Critérium du Dauphiné ·
 Ronde van Zwitserland ·
 Ronde van Frankrijk ·
 RideLondon Classic ·
 Clásica San Sebastián ·
 Ronde van Polen ·
  BinckBank Tour ·
 Ronde van Spanje ·
 EuroEyes Cyclassics ·
 Bretagne Classic ·
 GP van Quebec ·
 GP van Montreal ·
 Ronde van Lombardije ·
 Ronde van Turkije ·
 Ronde van Guangxi
 Strade Bianche ·
 Ronde van Drenthe ·
 Trofeo Alfredo Binda-Comune di Cittiglio ·
 Driedaagse van De Panne-Koksijde ·
 Gent-Wevelgem ·
 Ronde van Vlaanderen ·
 Amstel Gold Race ·
 Waalse Pijl ·
 Luik-Bastenaken-Luik ·
 Ronde van Chongming ·
 Ronde van Californië ·
 Emakumeen Bira ·
 The Women's Tour ·
 Ronde van Italië voor vrouwen ·
 La Course by Le Tour de France ·
 RideLondon Classic ·
 Open de Suède Vårgårda ·
 Ronde van Noorwegen ·
 Bretagne Classic ·
 Boels Rental Ladies Tour ·
 La Madrid Challenge by La Vuelta ·
 Ronde van Guangxi